# Jean-Bertin Akue
Jean-Bertin Akue (* 13. září 1975) je fotbalový útočník z Nigeru.
Hrál za FK Teplice již od začátku působení klubu v první lize. Byl aktivní a běhavý, ale na útočníka vstřelil minimum gólů, za 24 zápasů skóroval pouze jednou (proti Slovanu Liberec). Po roce 1998 o něj Teplice ztratily zájem a on opustil českou ligu. Poté hrál ve Švýcarsku.